# Britannia Centre Spandau

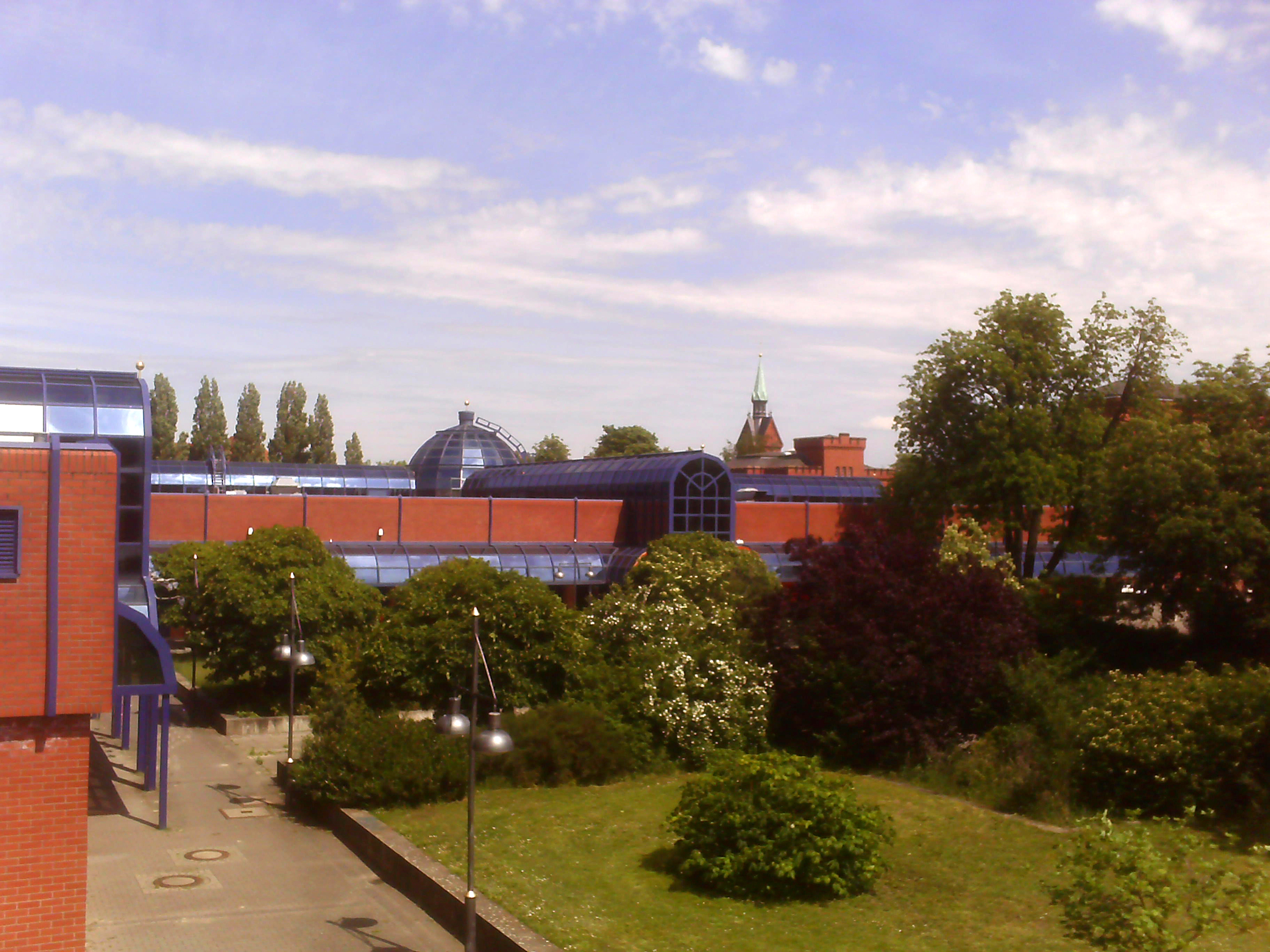
Blick auf den ehemaligen Shopping-Komplex des Britannia Centre Spandau, Mai 2009

Das ehemalige Britannia Centre Spandau, zuvor bekannt als British Forces Families Centre (BFFC), wurde in Berlin zwischen 1988 und 1990 von der Property Services Agency (PSA) für die britischen Streitkräfte auf dem Gelände des ehemaligen Kriegsverbrechergefängnisses Spandau gebaut.
Es fasste die hauptsächlichen Einkaufs-, Wohlfahrts-, Arbeits- und Rundfunk-Einrichtungen für die britische Militärgemeinde in Berlin zusammen.
Das Britannia Centre bestand aus dem neuen Shopping Complex und dem neuen Cinema Complex sowie fünf vorher existierenden, aber vollständig überholten zwei- und dreigeschossigen Gebäuden. Es wurde in einzelnen Schritten von September 1990 bis Mitte 1991 eröffnet.
Die Gebäude befinden sich an der Einmündung der Wilhelmstraße in die Gatower Straße im Ortsteil Wilhelmstadt des Bezirks Spandau, gleich neben den ehemaligen Smuts Barracks, auch als Trainkaserne bekannt.

## Einrichtungen

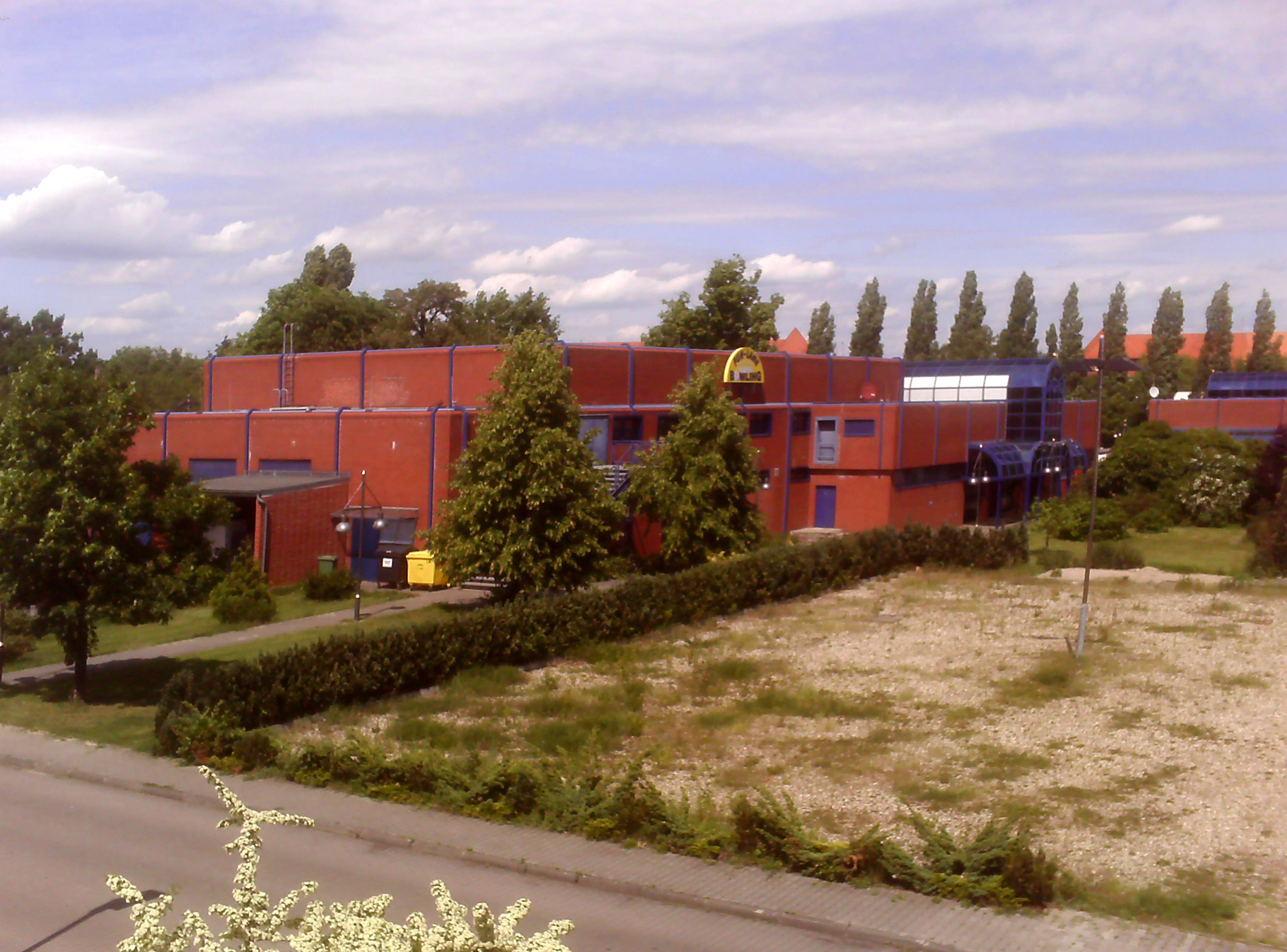
Der ehemalige Cinema Complex, Mai 2009

### Shopping Centre
- SSVC – Sound and Vision Centre
- British Forces Post Office – Zweigstelle
- NAAFI Financial Services
- His & Hers Hair Studio
- YMCA – Book and Gift Shop
- NAAFI – „A-type“ Shop
- Burger King Restaurant
- öffentliche Toiletten

### Cinema Complex

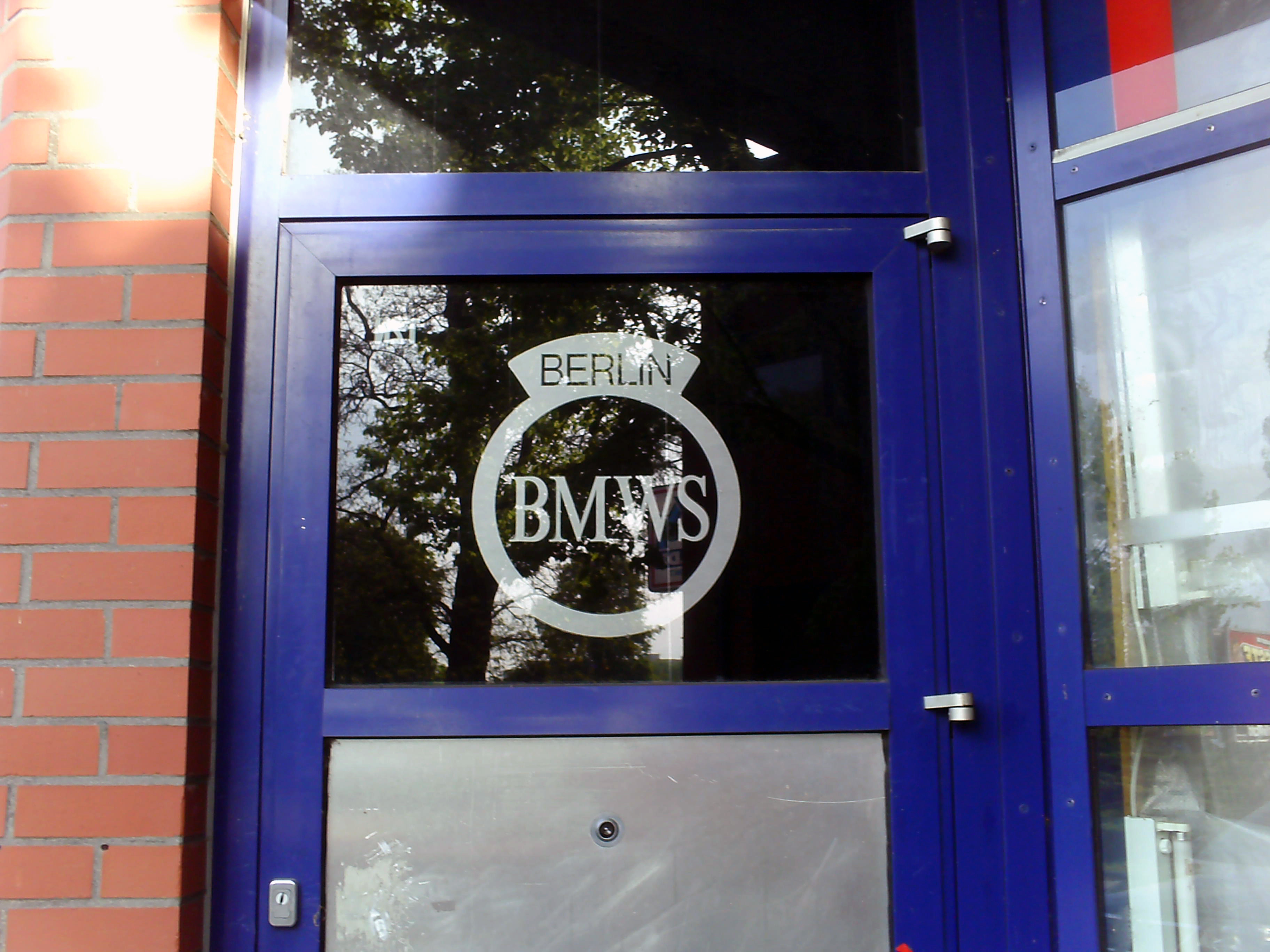
Überbleibsel des Berlin Military Welfare Service (BMWS) am abgerissenen Cinema Complex

- Jerboa Cinema (mit 230 Plätzen)
- Public Information Area
- Bus Waiting Area
- Geldautomat (ATM)
- öffentliche Toiletten

### Vorher existierende Gebäude
- NAAFI – Area Administration
- NAAFI – Imperial Staff Club
- Wool Shop
- HIVE
- YMCA Administration and Staff Facilities
- Child Minding Centre
- BMWS – Berlin Military Welfare Service
- Brigade Travel Office
- Thrift Shop
- RAOC Tailor Facility
- Complex Manager
- Station Staff Office (SSO)
- Community RMP Office
- PCLU
- Anglo-German Club
- SSVC Engineering Workshops
- BFBS Studios and Offices

## Geschichte
Am 1. August 1946 wurde das Summit House am Theodor-Heuss-Platz als NAAFI Club eröffnet und über die Jahre nach und nach den sich ändernden Bedürfnissen angepasst. 1977 wurde in einer Studie der Bau einer neuen Einrichtung vorgeschlagen. Zur selben Zeit wurden diplomatische Gespräche über die Zukunft des Spandauer Gefängnisses geführt. 1982 wurde ein Viermächte-Abkommen erreicht, das eine Stellungnahme des Regierenden Bürgermeisters Richard von Weizsäcker enthielt, nachdem das Gefängnis nach dem Tod des einzigen Gefangenen Rudolf Heß so schnell wie möglich abgerissen werden sollte.
Fünf Wochen nachdem Rudolf Heß am 17. August 1987 um 16:10 Uhr verstorben war, begann der Abriss des Spandauer Gefängnisses. Am 4. November 1987 war der Abriss abgeschlossen.
Im Mai 1988 begann der Bau der neuen Einrichtung und wurde am 18. September 1990 fertig. Der Name Britannia Centre wurde in einem Wettbewerb aus mehr als 40 Vorschlägen ausgewählt.
Bis zum Abzug der Britischen Streitkräfte 1994 wurde das Britannia Centre durch die 248 German Security Unit geschützt.

## Nach dem Abzug der Briten
Nachdem die Berlin Infantry Brigade Mitte 1994 aufgelöst worden war, verlor das Britannia Centre Spandau seinen Namen und wurde dadurch das einzige namenlose Einkaufszentrum Berlins. Es wurde bis Ende 2011 nur noch von der Supermarktkette Kaiser’s und wenigen kleinen Unternehmen genutzt. 
Bereits Ende 2008 verließ Media Markt den ehemaligen Shopping Complex. Im Jahr 2011 beantragte der neue Eigentümer, eine Entwicklungsgesellschaft, eine Abrissgenehmigung für den ehemaligen Cinema Complex, der bis Oktober 2011 noch von Aldi genutzt wurde. Die Verträge für beide Gebäude (den Cinema Complex und den Shopping Complex) mit Kaiser’s waren damals bereits gekündigt. Kaiser’s verließ als letztes Unternehmen den Shopping Complex am 31. Dezember 2011. 
Stand Mai 2013 ist, dass der Cinema Complex komplett verschwunden ist und der Shopping Complex so stark umgebaut wurde, dass nur sehr wenig übrig geblieben ist. Auch der Glas-Dom wurde abgerissen. Ab 20. Juni 2013 eröffnete dort ein Kaufland-Center.

### Denkmalschutz
Die mehrgeschossigen Nebengebäude des ehemaligen Britannia Centre Spandau, die unter anderem heute ein Ärztezentrum beherbergen, stehen alle unter Denkmalschutz. Für die beiden Hauptgebäude galt der Denkmalschutz allerdings nicht, weswegen das Bauamt des Bezirksamtes Spandau auch keine Möglichkeit hatte, eine Abrissgenehmigung zu verweigern.